# Quai de France (Grenoble)
Le quai de France est une voie publique de la commune française de Grenoble. Ce quai est positionné dans le quartier Saint-Laurent

## Situation et accès

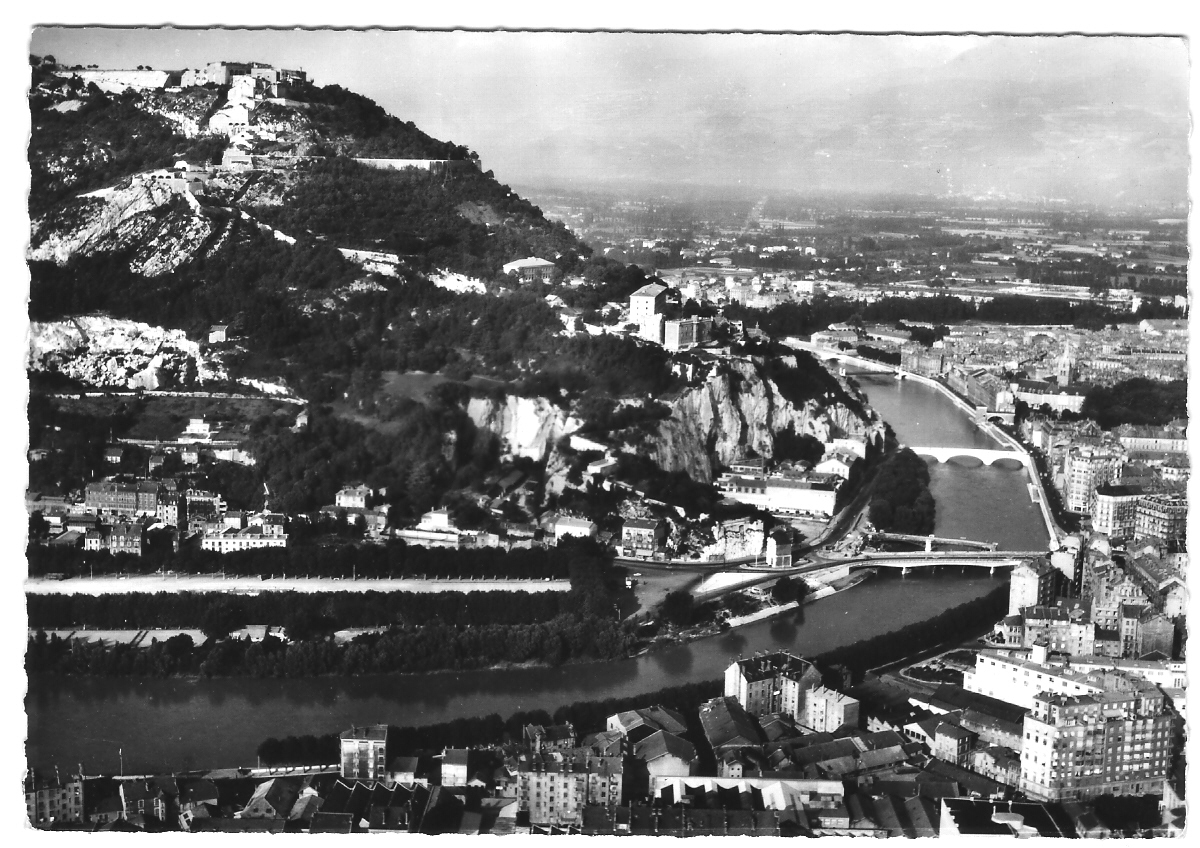
La Bastille, l'Esplanande, le pont de la Porte de France et le quai de France en 1958

Située dans un des secteurs les plus anciens et historiques de la ville de Grenoble, cette voie appartient à l'ensemble des quais grenoblois de la rive droite de l'Isère avec le quai Perrière, le quai Mounier, le quai Xavier-Jouvin et le quai des Allobroges, . 
Le quai de France borde l'Isère. Il se situe entre la Porte de France qui fait face au pont du même nom et le pont Marius-Gontard. Ce quai est ensuite prolongé vers l'est par le quai Perrière auquel se rattache également la rue Maurice Gignoux qui permet de rejoindre le fort Rabot, un élément de l'ensemble des fortifications de Grenoble Bastille, laquelle domine ces deux quais situé en aval de l'ancien quartier Saint-Laurent et de sa passerelle.
Cette voie est ouverte aux cycles et aux piétons et partiellement aux véhicules de tourisme entre l'Esplanade, le pont Marius-Gontard et le quai Perrière.
Le quai de France et ses prolongements qui longent l'Isère sont une partie de la RD 590 qui relie la Porte de France (RD1075) avec la commune de Meylan (RD1090).
Transport
La rue Saint-Laurent est desservie directement par plusieurs lignes de bus, mais aussi par la ligne E du réseau de tramway de l'agglomération grenobloise. La station la plus proche est située sur l'Esplanade et se dénomme Esplanade - Annie Fratellini.

## Origine du nom
Ce quai doit son nom à sa proximité avec la Porte de France, ancienne porte des fortifications de Grenoble sur lequel il débouche.

## Historique

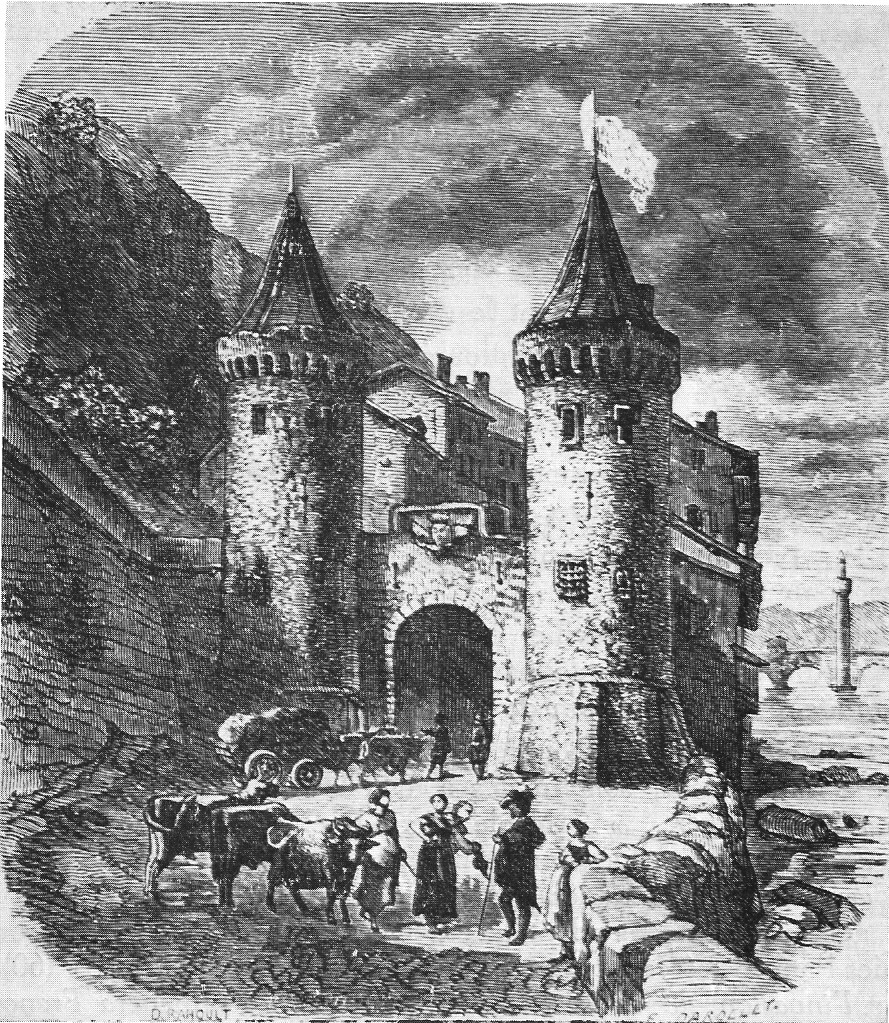
Porte Perrière en 1533

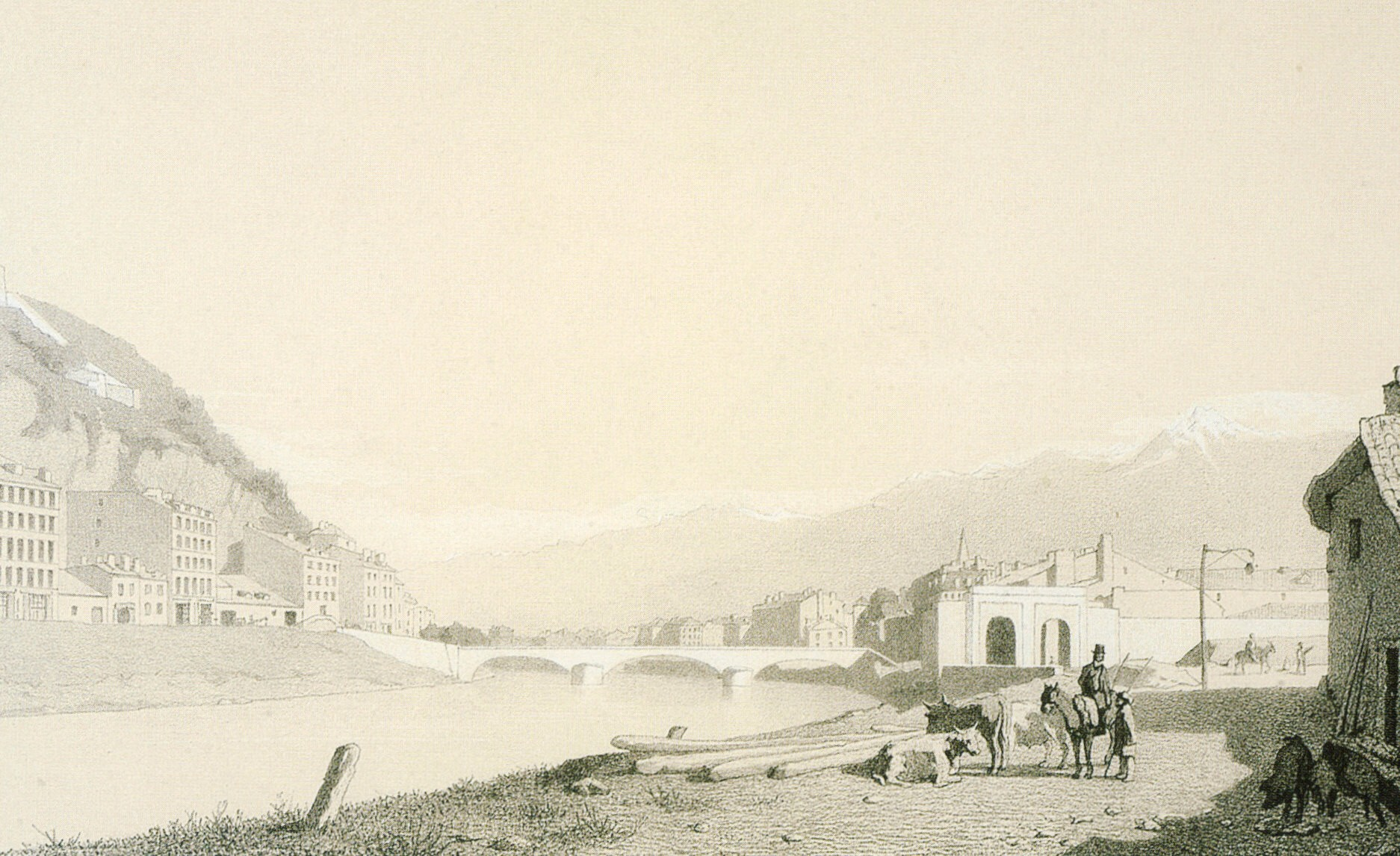
Grenoble vers 1860. Au premier plan, à droite de l'image, le quai de la Graille avec au second plan la Porte Créqui et le Pont de l'Hôpital et à gauche de l'image, le quai de France, récemment créé.

Cette voie, qui prolonge les quais de la rive droite de l'Isère depuis le quartier Saint-Laurent, a été créée durant la Monarchie de Juillet et fut ouverte à la circulation vers 1840.

### Le port de la Roche
Ce quai a été édifié à l'emplacement d'une partie d'un rocher qui le surplombe et qui s'étendait avant cette période jusqu'à l'Isère ne permettant que le cheminement d'un étroit sentier. Cette modeste montée, qui datait de la période antique, menait au petit port dit « de la Roche », et à la Porte du même nom qui devint ensuite la Porte Perrière, détruite en 1642.

### La Porte Perrière
La porte Perrière était située sur la rive droite de l’Isère, en amont du pont de pierre, à l'entrée du quai qui porte aujourd’hui son nom. Celle-ci, flanquée de ses deux tours ne fut achevée le 12 janvier 1514 et fut détruite après la construction de la porte de France en 1620.

### Les cimenteries du Mont Jalla
À la suite de la découverte d'un premier filon de pierre à ciment dirigées par Louis Vicat en 1840, les cimenteries du mont Jalla et de la porte de France mettent en place des usines de traitement du ciment au niveau du quai de France, de la route de Lyon ainsi que de la route de Clémencières où fut même installé un téléphérique afin de transporter la matière brute vers les unités de transformation. La Casamaures, maison de plaisance de style néomauresque, situé à Saint-Martin-le-Vinoux, à quelques mètres de la fin de l'ancienne route de Lyon, a été conçue en 1855 sur la base de ce matériau extrait des mines du mont Jalla.

## Bâtiments remarquables et lieux de mémoire
- La Porte de France est située à l'extrémité ouest du quai
- Le n°24 abrite l'entrée du Jardin des Dauphins, parc public de la ville.
- Sur les berges de l'Isère, en contrebas du quai de France, un mur d'escalade de faible hauteur est mis à disposition des usagers des berges depuis la fin de l'année 2016[4].